# Effectif actuel des Predators de Nashville
| No    | Nom                   | Nat. | Position      | Arrivée                       | Salaire        |
| ----- | --------------------- | ---- | ------------- | ----------------------------- | -------------- |
| +029, | Justus Annunen        |      | Gardien       | 2024 - Avalanche du Colorado  | +00837 500, $  |
| +074, | Juuse Saros           |      | Gardien       | 2013 - Repêchage              | +05 000 000, $ |
| +002, | Luke Schenn           |      | Défenseur     | 2023 - Agent libre            | +02 750 000, $ |
| +003, | Jérémy Lauzon         |      | Défenseur     | 2022 - Kraken de Seattle      | +02 000 000, $ |
| +059, | Roman Josi – C        |      | Défenseur     | 2008 - Repêchage              | +09 059 000, $ |
| +020, | Justin Barron         |      | Défenseur     | 2024 - Canadiens de Montréal  | +01 150 000, $ |
| +037, | Nick Blankenburg      |      | Défenseur     | 2024 - Agent libre            | +00775 000, $  |
| +076, | Brady Skjei           |      | Défenseur     | 2024 - Agent libre            | +07 000 000, $ |
| +083, | Adam Wilsby           |      | Défenseur     | 2020 - Repêchage              | +00775 000, $  |
|       | Andreas Englund       |      | Défenseur     | 2025 - Kings de Los Angeles   | +01 000 000, $ |
| +009, | Filip Forsberg – A    |      | Ailier gauche | 2013 - Capitals de Washington | +08 500 000, $ |
| +010, | Colton Sissons        |      | Centre        | 2012 - Repêchage              | +02 857 143, $ |
| +014, | Gustav Nyquist        |      | Centre        | 2023 - Agent libre            | +03 185 000, $ |
| +017, | Mark Jankowski        |      | Ailier gauche | 2022 - Agent libre            | +00800 000, $  |
| +036, | Cole Smith            |      | Ailier gauche | 2020 - Agent libre            | +01 000 000, $ |
| +040, | Fyodor Svechkov       |      | Centre        | 2021 - Repêchage              | +00925 000, $  |
| +047, | Michael McCarron      |      | Ailier droit  | 2020 - Canadiens de Montréal  | +00900 000, $  |
| +068, | Zachary L'Heureux     |      | Ailier gauche | 2021 - Repêchage              | +00863 334, $  |
| +077, | Luke Evangelista      |      | Ailier droit  | 2020 - Repêchage              | +00797 500, $  |
| +081, | Jonathan Marchessault |      | Ailier droit  | 2024 - Agent libre            | +05 500 000, $ |
| +082, | Tommy Novak           |      | Ailier gauche | 2015 - Repêchage              | +03 500 000, $ |
| +090, | Ryan O'Reilly – A     |      | Centre        | 2023 - Agent libre            | +04 500 000, $ |
| +091, | Steven Stamkos        |      | Ailier droit  | 2024 - Agent libre            | +08 000 000, $ |

1. ↑  (en) « Nashville Predators Roster », sur nhl.com (consulté le 12 février 2025).
2. ↑  (en) « Nashville Predators Roster », sur eliteprospects.com (consulté le 12 février 2025).
3. ↑  (en) « Nashville Predators Salary Cap by Year », sur spotrac.com (consulté le 12 février 2025).
4. ↑  (en) « Nashville Predators », sur capwages.com (consulté le 12 février 2025).